# Ligne mylo-hyoïdienne
La ligne mylo-hyoïdienne (appelée également la ligne oblique interne de la mandibule en ancienne nomenclature anatomique) est une ligne saillante de la face postérieure du corps de la mandibule.
Elle s'étend de l'épine mentale inférieure au bord antérieur de la branche de la mandibule derrière la dent de sagesse. 
C'est la zone d'insertion du muscle mylo-hyoïdien. 